# Cayuga (Oklahoma)
Cayuga is een plaats (census-designated place) in de Amerikaanse staat Oklahoma, en valt bestuurlijk gezien onder Delaware County.

## Demografie
Bij de volkstelling in 2000 werd het aantal inwoners vastgesteld op 105.

## Geografie
Volgens het United States Census Bureau beslaat de plaats een oppervlakte van
18,7 km², geheel bestaande uit land. Cayuga ligt op ongeveer 230 m boven zeeniveau.

## Plaatsen in de nabije omgeving
De onderstaande figuur toont nabijgelegen plaatsen in een straal van 20 km rond Cayuga.